# 焦玉

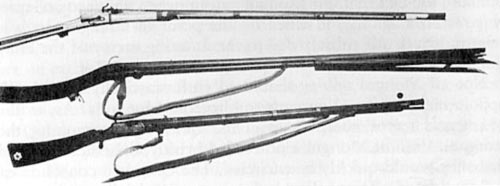
明朝火绳枪

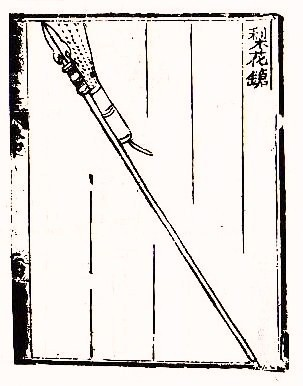
《火龍經》的內頁梨花鎗

焦玉（?—?），明朝的将领，忠于朱元璋。其合撰了《火龙经》记述了火器早期在中国的发展。